# Cingia de’ Botti
Cingia de’ Botti ist eine norditalienische Gemeinde (comune) mit 1134 Einwohnern (Stand 31. Dezember 2023) in der Provinz Cremona in der Lombardei. Die Gemeinde liegt etwa 20,5 Kilometer ostsüdöstlich von Cremona.